# Rimondeix
Rimondeix is een plaats en voormalige gemeente in het Franse departement Creuse in de regio Nouvelle-Aquitaine en telt 91 inwoners (2009).

## Geschiedenis
Op 1 januari 2016 is de gemeente gefuseerd met Parsac tot de huidige gemeente Parsac-Rimondeix. Deze gemeente maakte deel uit van het arrondissement Guéret tot deze op 1 januari 2025 fuseerde met de gemeente Blaudeix.

## Geografie
De oppervlakte van Rimondeix bedraagt 7,8 km², de bevolkingsdichtheid is dus 11,7 inwoners per km².
De onderstaande kaart toont de ligging van Rimondeix met de belangrijkste infrastructuur en aangrenzende gemeenten.

## Demografie
Onderstaande figuur toont het verloop van het inwonertal.
Blaudeix · Rimondeix · Parsac

Voormalige gemeente: Parsac-Rimondeix